# Marcella Bella
Giuseppa Marcella Bella, detta Marcella (Catania, 18 giugno 1952), è una cantante italiana.

## Biografia
Sorella minore del cantante e paroliere Gianni Bella. Nel 1965, a Misterbianco, vince le selezioni per partecipare al Festival degli sconosciuti di Ariccia, rassegna canora organizzata da Teddy Reno, ma la vittoria non le viene convalidata in quanto ha solo tredici anni, due in meno di quelli previsti dal regolamento del concorso. Risulta sempre prima a numerosi altri concorsi cui partecipa ma, a causa del suo accento spiccatamente siciliano, stenta a trovare una casa discografica disposta a puntare su di lei.
L'incontro nel 1968 con Ivo Callegari, già produttore di Caterina Caselli, procura a Marcella l'opportunità di firmare un contratto con la CGD. Incide così il primo 45 giri nel maggio del 1969: sul lato A si trova Un ragazzo nel cuore, scritta da Mogol e Roberto Soffici, sul retro Il pagliaccio, con cui partecipa al girone B del Cantagiro. Nello stesso anno la casa discografica propone alla cantante di incidere Bocca dolce, versione italiana di Sugar, Sugar, una canzone di successo degli Archies, con cui partecipa alla V Mostra Internazionale di Musica Leggera che si tiene a Venezia: il brano viene accolto tiepidamente dal pubblico.

### Gli anni settanta

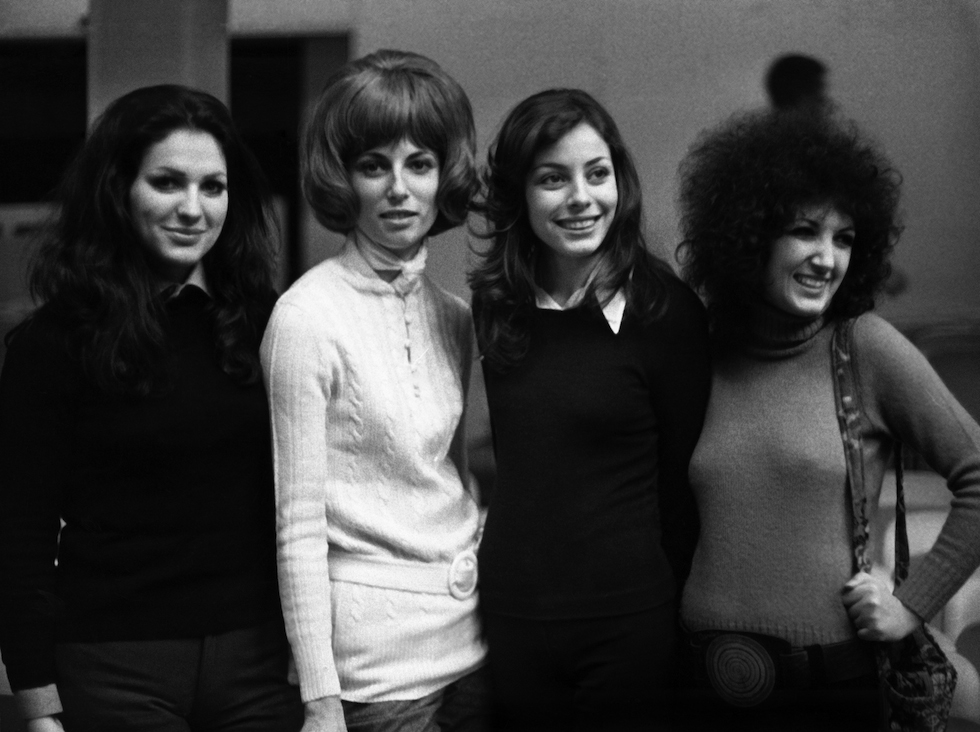
Marcella (prima da destra) al Festival di Sanremo 1972, assieme alle colleghe Marisa Sacchetto, Angelica e Alice.

Nel 1971 Marcella Bella canta Hai ragione tu, scritta da Italo Ianne e Gianni Bella, che sull'etichetta del disco compare stranamente come G.Bell. La canzone partecipa, nella sezione giovani, alla Mostra Internazionale di Musica Leggera di Venezia nell'autunno del 1971. Tra cinquanta artisti emergenti (fra cui Edoardo Bennato, Ivana Spagna, Fiorella Mannoia, Riccardo Cocciante, Amedeo Minghi) Marcella si classifica al secondo posto, ex aequo con Marisa Sacchetto, dietro a Romolo Ferri.

#### Montagne verdi, la partecipazione a Canzonissima e il primo album (1972-1973)
Nel 1972 Marcella ottiene il successo partecipando al Festival di Sanremo con Montagne verdi, brano scritto da suo fratello Gianni e da Giancarlo Bigazzi, binomio in seguito artefice di tutti i suoi grandi successi degli anni 1970. La cantante catanese è l'unica del gruppo di cinque artiste emergenti, fra cui Alice e Marisa Sacchetto, ad arrivare in finale piazzandosi al 7º posto. Il relativo 45 giri vende più di mezzo milione di copie. Come d'uso in questi anni, anche a Marcella tocca un soprannome scherzoso: il suo è Cespuglio, per la ribelle e pseudo-incolta chioma. Segue una fortunata partecipazione all'edizione 1972-1973 di Canzonissima dove presenta Montagne verdi, Io vivrò senza te di Lucio Battisti, Sole che nasce sole che muore (brano già presentato al Festivalbar nell'estate dello stesso anno e al Festival di Tokyo nell'aprile del 1973) e Un sorriso e poi perdonami, con cui arriva in finale classificandosi al 4º posto. Nello stesso anno viene pubblicato il suo primo album dal titolo Tu non hai la più pallida idea dell'amore, che la giovane cantante dedica al suo produttore, Ivo Callegari. Nelle note interne Renzo Arbore elogia Marcella per la grinta e la professionalità dimostrata già al suo primo successo.
Nel 1973 pubblica Io domani, sigla della trasmissione radiofonica Gran varietà, con cui arriva seconda al Festivalbar, vinto da Mia Martini con un'esigua differenza di voti (a vantaggio di quest'ultima). Il brano le regala soddisfazioni, sino a confermarsi negli anni un classico del suo repertorio ed essere oggetto di un tributo di Mina, che nel 1986 ne proporrà una reinterpretazione inserita nell'album Sì, buana.
A settembre partecipa alla Mostra Internazionale di Musica Leggera di Venezia con Mi fa morire cantando, versione in italiano di Killing Me Softly with His Song di Roberta Flack. In autunno lancia un altro singolo, che fa parte dell'omonimo album Mi... ti... amo... (300 000 copie vendute). Nel disco trova posto Questa è la verità, tra i primissimi brani in Italia a trattare la tematica delle molestie sessuali sul lavoro. Marcella è l'artista donna italiana ad aver venduto più 45 giri nel corso del 1973.

Da sinistra: Orietta Berti, Rosanna Fratello, Marcella e Iva Zanicchi, con gli altri finalisti di Canzonissima 1972.

Nel 1974 incide Nessuno mai, un brano che con l'utilizzo di archi nella ritmica è un primo esempio di disco music italiana. Il pezzo ottiene il terzo posto al Festivalbar, un successo sul mercato italiano da oltre 400 000 copie e una reinterpretazione internazionale da parte del gruppo tedesco Boney M., che la propongono come Take the Heat Off Me. In autunno il nuovo singolo L'avvenire viene scelto da Arbore e Gianni Boncompagni come sigla della trasmissione radiofonica Alto gradimento. Nello stesso anno vince il concorso Vota la voce, indetto fra i lettori del settimanale TV Sorrisi e Canzoni, quale interprete femminile dell'anno. Poco dopo esce l'album Metamorfosi, col quale partecipa alla Mostra Internazionale di Musica Leggera di Venezia e che risulterà uno degli album più venduti di tutta la carriera di Marcella.
Il 1975 vede la cantante catanese partecipare nuovamente al Festivalbar con il nuovo 45 giri dal titolo E quando, che anticipa l'uscita del nuovo 33 giri intitolato L'anima dei matti, dall'omonimo brano che tocca il tema della malattia mentale. Il disco ha la particolarità di contenere canzoni quasi tutte inedite, ma registrate dal vivo, il 7 giugno alla Bussola di Viareggio. Tra i brani incisi, anche Perché dovrei di Lucio Battisti. Nell'autunno dello stesso anno viene pubblicato il singolo Negro, un brano dalle atmosfere disco, celebrazione antirazzista del "mondo nero", che viene presentato alla Mostra Internazionale di Musica Leggera di Venezia dove viene premiata con la Gondola d'oro per le vendite dell'album Metamorfosi.
Nell'estate del 1976 Marcella partecipa al Festivalbar con la cover in chiave disco di Resta cu' mme di Domenico Modugno, classificandosi al 4º posto, il lato B del singolo è Impazzire ti farò, entrambi i brani vengono inclusi nel nuovo album Bella: a partire da questo momento, Marcella affiancherà al suo nome anche il cognome, specie dopo il discreto successo raggiunto da Gianni. Anche Umberto Tozzi, al tempo quasi del tutto sconosciuto, compare nel disco per la composizione musicale di Mi manca. Tramite il concorso Vota la voce di Tv Sorrisi e Canzoni si riconferma cantante femminile dell'anno. A dicembre esce un nuovo 45 giri, Abbracciati, con cui partecipa prima alla manifestazione canora invernale "Musicaneve" ideata da Vittorio Salvetti che si tiene a Cortina e poi alla serata finale del Festival di Sanremo 1977 in qualità di ospite d'onore.
Ancora nel 1977, con l'album Femmina, ha inizio una fase di un cambiamento: la voce della cantante acquisisce una maggiore carnalità, le interpretazioni diventano più sensuali e i testi più ammiccanti. Nell'album è inciso il primo duetto col fratello Gianni, Andare, e una nuova collaborazione con Umberto Tozzi che è autore di Se tu mi aiuterai. Il secondo singolo estratto dall'album è Non m'importa più.
Nel 1978 Marcella si concede un periodo di riposo, fatta eccezione per l'uscita di un nuovo 45 giri dal titolo Mi vuoi scritto dalla nota coppia Ivano Fossati e Oscar Prudente. Nel frattempo, però, il suo rapporto con la casa discografica CGD è compromesso e i passaggi promozionali quasi inesistenti.
Nel 1979 la cantante è impegnata in un progetto che la vede collaborare con Joe Dassin, cantante e autore statunitense naturalizzato francese, per Little Italy, un disco registrato in Francia e cantato in francese, dal quale avrebbe dovuto prendere forma un musical, mai realizzato a causa della prematura scomparsa dello stesso Dassin. Nello stesso anno lascia la CGD e approda alla CBS: il primo lavoro con la nuova casa discografica è rappresentato dall'album Camminando e cantando in collaborazione con Gianni Bella, Mario Lavezzi, Dario Baldan Bembo, Beppe Cantarelli e Amedeo Minghi, all'epoca pressoché sconosciuto. I singoli estratti sono Lady anima che presenta al Festivalbar e il singolo omonimo Camminando e cantando.

### Gli anni ottanta

Marcella negli anni ottanta.

Nel 1980 lancia nel corso della manifestazione canora estiva di Saint Vincent il nuovo 45 giri Baciami, con cui partecipa anche al Festivalbar e che presenta come lato B Rio de Janeiro.
Il 1981 segna il ritorno della cantante al Festival di Sanremo con Pensa per te, classificatosi al 9º posto, che Marcella indicherà anni dopo come il suo pezzo meno riuscito. Il rilancio avviene con l'uscita, nello stesso anno, di un album intitolato Marcella Bella. Il terzo singolo estratto è Canto straniero con cui d'estate prende parte al Festivalbar. In autunno esce un nuovo 45 giri, Mi mancherai, cover di Don't walk away degli Electric Light Orchestra, con testo in italiano di Giorgio Calabrese, scelto come sigla di apertura di Domenica in a cui Marcella partecipa regolarmente per i primi tre mesi, insieme a Pippo Baudo e Sandra Mondaini.
Nel 1982 esce l'album Problemi, dal quale è estratto il singolo omonimo che la vede ancora una volta prendere parte al Festivalbar e a Saint-Vincent. Con questo disco si inaugura la collaborazione di Marcella con Mogol, collabora inoltre con Dario Baldan Bembo nel brano Un anno in più.

#### Nell'aria, Nel mio cielo puro, L'ultima poesiae le tre partecipazioni a Sanremo (1983-1988)
Nel 1983 Mogol scrive Nell'aria, sulle musiche di Gianni Bella e l'arrangiamento di Celso Valli; il brano, presentato al Festivalbar, segna la "svolta sexy" di Marcella e la riporta fra le prime posizioni delle classifiche di vendita (oltre 150 000 copie). Oggetto di innumerevoli cover internazionali e remix, Nell'aria è ancora oggi considerato tra gli esempi più rappresentativi degli anni ottanta in musica. Nell'omonimo album trovano posto pezzi che trattano tematiche legate all'amore passionale, all'eros, talvolta in chiave ironica e provocatoria.
Nel 1984 continua la collaborazione con Mogol per l'album Nel mio cielo puro, da cui è estratto il singolo omonimo presentato al Festivalbar di quell'anno. In autunno partecipa a Premiatissima dove presenta brani di Lucio Battisti quali Emozioni, Il tempo di morire, Dieci ragazze, Acqua azzurra, acqua chiara, Fiori rosa fiori di pesco e Pensieri e parole, brano portato in finale dove si classifica al secondo posto dietro Fiorella Mannoia.
Nel 1985 Marcella e Gianni incidono L'ultima poesia, tra i brani più venduti dell'anno grazie alle molte settimane di permanenza in hit-parade (oltre 100 000 copie vendute).

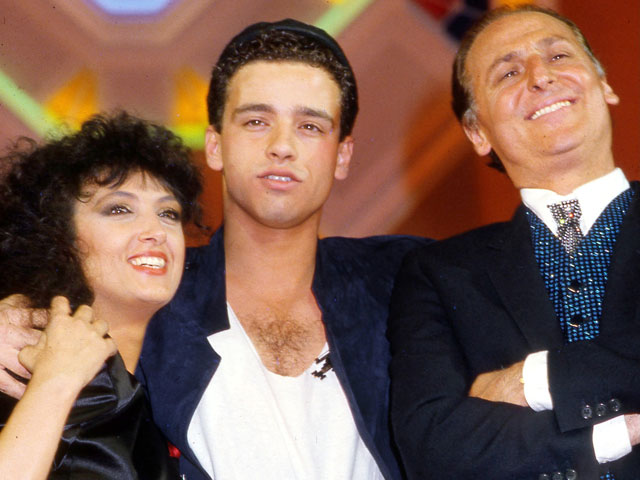
Marcella con Eros Ramazzotti e Renzo Arbore al Festival di Sanremo 1986.

Nel 1986 torna al Festival di Sanremo con Senza un briciolo di testa, classificandosi al terzo posto, il relativo 45 giri risulterà uno dei più venduti della manifestazione e in assoluto tra quelli lanciati dalla cantante durante l'intero decennio (circa 150 000 copie). Successivamente esce l'omonimo album Senza un briciolo di testa, realizzato a Londra con gli arrangiamenti di Geoff Westley; tra gli autori spicca la firma di Bruno Lauzi.
Nel 1987 scade il contratto con la CBS, che decide di mandare la cantante ancora una volta al Festival di Sanremo col brano Tanti auguri, scritto da Gianni Bella, su testo di Gino Paoli, che all'epoca non si rivelò per rimanere estraneo al Festival: si classifica al sesto posto. Successivamente esce l'omonimo album Tanti auguri, registrato ancora una volta a Londra con i sontuosi arrangiamenti di Geoff Westley. L'album vanta, inoltre, testi di Marco Luberti.
Nel 1988 firma per la Ricordi ed è ancora a Sanremo con Dopo la tempesta, dove si piazza al 4º posto. La settimana successiva al Festival pubblica l'album '88 che, registrato tra Londra e Monaco con la collaborazione di musicisti di fama internazionale, come Phil Palmer, Laszlo Bencker e Frank Ricotti, vende in una sola settimana 40 000 copie. Tra gli autori si segnala un'inedita collaborazione con Alberto Salerno, che le firma molti testi.

### Gli anni novanta

Marcella negli anni novanta.

Nel 1990 partecipa per la sesta volta al Festival di Sanremo, in coppia col fratello Gianni, con il brano Verso l'ignoto (80 000 copie vendute), cui seguirà la pubblicazione dell'omonimo album, inciso ancora una volta a Londra e con l'apporto di Geoff Westley. Nel disco compare il brano Mi domando, ripresa in tempi più recenti da Adriano Celentano. Poco dopo l'uscita del disco la CBS, sua vecchia casa discografica, immette sul mercato l'album Canta Battisti che comprende i sei brani presentati a Premiatissima '84 con l'aggiunta di Ancora tu, dall'album Nell'aria.
Nel 1991 esce l'album Sotto il vulcano, che rappresenta il suo primo vero insuccesso legato all'assenza totale di promozione a causa di insanabili incomprensioni con l'etichetta discografica, che causeranno la definitiva rottura del contratto: pare infatti che la cantante volesse portare al Festival il brano (scritto da Valerio Negrini e Roby Facchinetti) che dava il titolo all'album, mentre la Ricordi preferì puntare su un pezzo di più facile impatto quale Amici, cantata in coppia con Riccardo Fogli, che verrà poi scelto come singolo radiofonico.
Nel 1993 pubblica l'album live Tommaso!, dal nome del suo terzogenito appena nato. Nel disco vi sono raccolti i suoi principali successi e l'inedito Io credo a cui presta la voce Remo Girone per l'introduzione recitata; il brano viene pensato per il Festival di Sanremo 1994, ma non vi parteciperà perché verrà scartato. Sarà successivamente oggetto di numerose ristampe nel corso degli anni.
È del 1994 la partecipazione alla gara canora di Canale 5 Viva Napoli in cui interpreta il classico della canzone partenopea 'Na sera 'e maggio, che vince la prima puntata. Questa partecipazione rappresenta la prima importante apparizione in tv dopo la maternità.
Nel 1995 partecipa alla seconda edizione di Viva Napoli, dove presenta la cover Torna a Surriento, che non arriva in finale. Nello stesso anno Marcella pubblica per la CGD l'album di cover Anni dorati, nel quale presenta i cult italiani degli anni '40 e '50 cantando in italiano e spagnolo; il disco è confezionato da Gianni Bella, con la collaborazione di Geoff Westley e il prestigioso apporto della London Symphony Orchestra. Si tratta di un'operazione discografica singolare, che le fa guadagnare il plauso della critica. Dopo una breve tournée primaverile, l'attività musicale della cantante si riduce considerevolmente, sia dal punto di vista discografico, sia da quello televisivo.
È del 1997 la terza partecipazione a Viva Napoli, in cui è in gara con Guapparia e Munasterio 'e Santa Chiara nella squadra capitanata da Mario Merola.
Verso la fine degli anni novanta registra col fratello Gianni negli Stati Uniti un paio di brani, È un miracolo e Ama la vita, entrambi scartati dalle commissioni selezionatrici del Festival di Sanremo.

### Gli anni duemila
Nel 2000, in un periodo di totale silenzio discografico e concertistico, l'interprete catanese prende parte al Concerto di Natale trasmesso in diretta dal Duomo di Milano con il brano L'Arcobaleno, inciso qualche anno prima da Adriano Celentano e scritto nelle musiche dal fratello Gianni.
Nel 2002, dopo aver firmato un contratto con la Sony Music, Marcella realizza un nuovo disco dal titolo Passato e presente, in cui riprende alcuni dei suoi successi storici come Montagne verdi e Nessuno mai, unitamente a tre inediti: la ballabile Fa chic, scelta come primo singolo, vede il ritorno tra gli autori di Giancarlo Bigazzi, il secondo singolo La regina del silenzio, scritto da Renato Zero viene proposto da Marcella durante una puntata della trasmissione di Raiuno Uno di noi, presentata da Gianni Morandi. All'uscita del disco farà seguito un tour estivo che la porterà a esibirsi lungo la penisola, accompagnata dal fratello.
Nel 2004 la cantante, invitata dall'allora direttore artistico Tony Renis, partecipa in veste di ospite al Festival di Sanremo interpretando due grandi classici della canzone italiana come E se domani di Mina e Ancora di Eduardo De Crescenzo. La serata si rivela la più seguita di quell'edizione.
Il 2005 vede dopo quindici anni di assenza il ritorno di Marcella in gara al Festival di Sanremo nella categoria "Classic" con il brano Uomo bastardo superando tutte le eliminatorie e giungendo in finale classificandosi al 2º posto della rispettiva categoria. L'omonimo album, pubblicato durante la settimana del Festival, contiene collaborazioni importanti tra cui: Medusa, scelta come secondo singolo e firmata Mogol, con il quale torna a collaborare dopo molti anni e Tempo mio in collaborazione con il paroliere romano Pasquale Panella, e una cover di Se io se lei di Biagio Antonacci.
Nel 2007 Marcella prende parte al 57º Festival di Sanremo, con un brano dal titolo Forever per sempre, cantato ancora una volta in coppia col fratello Gianni che ne è anche autore insieme a Mogol. Durante la serata finale, la canzone riceve da parte della giuria di qualità una votazione particolarmente bassa; contrariamente la canzone risulta vincitrice del sondaggio indetto dal settimanale TV Sorrisi e Canzoni (30,5% dei consensi). Ad aprile dello stesso anno viene pubblicato l'album Forever per sempre, che vede la totalità dei brani firmati da Gianni Bella e Mogol e rappresenta il primo lavoro in cui la cantante duetta in quasi tutti i brani col fratello; l'album contiene inoltre due cover di Adriano Celentano: Confessa e Apri il cuore.
Nel marzo del 2009 viene annunciata la pubblicazione di un cofanetto composto da un CD, un DVD e un libro per festeggiare i quaranta anni di carriera: il progetto non ha tuttavia mai visto la luce a causa di sopravvenuti problemi di salute del fratello Gianni.

### Gli anni duemiladieci e duemilaventi
Il 28 settembre 2010 viene pubblicato un cofanetto che raccoglie, per la prima volta in digitale, cinque dei sei album usciti negli anni settanta per la CGD.
Dal 7 gennaio 2011 Marcella è tra i protagonisti della nuova edizione de I Raccomandati su Raiuno, dove nell'arco di sei settimane ripropone i suoi principali successi. Tra settembre e ottobre dello stesso anno Marcella partecipa in qualità di concorrente alla trasmissione televisiva Baila! di Canale 5 in coppia con l'inviato di Striscia la notizia Max Laudadio classificandosi al secondo posto. Nell'inverno, dopo 4 anni di silenzio, esce per l'etichetta indipendente Halidon il nuovo singolo Malecon, in collaborazione con Luis Frank, componente del gruppo cubano Buena Vista Social Club, che cura gli arrangiamenti e partecipa al cantato.
Il 2012 si apre con la non ammissione della cantante tra i big del Festival di Sanremo, al quale avrebbe dovuto prender parte con il brano L'amore che io sento e la cover feat. Mónica Naranjo nella serata dedicata ai duetti. Il 31 gennaio esce il nuovo album Femmina Bella, registrato all'Avana con musicisti cubani durante l'estate 2011 e interamente dedicato alla musica e alle atmosfere dell'isola. I brani che lo compongono nascono dalla collaborazione con Gian Pietro Felisatti, Corrado Castellari, Cristiano Malgioglio, Maurizio Costanzo e Antonio Summa. Presenti anche due cover: Veinte Anos di Omara Portuondo, classico della tradizione musicale cubana e Per sempre di Adriano Celentano. Durante il mese di maggio esce finalmente su cd L'anima dei matti, inciso nel 1975 per buona parte alla Bussola di Viareggio.
Dal 22 settembre 2013 Marcella è tra i componenti della giuria di qualità del talent show di Canale 5 Io canto.
Il 3 giugno 2014 esce in versione download il remix del brano Femmina Bella, utilizzato nella trasmissione televisiva Chiambretti Supermarket come sigla dello spazio condotto da Cristiano Malgioglio nel quale Marcella stessa è ospite nel corso dell'ultima puntata. Il brano esce in estate in cd all'interno della Chiambretti Supermarket Compilation. Durante l'inverno la cantante, dopo più di un decennio di pressoché totale silenzio concertistico, si esibisce dal vivo a Toronto, in Canada, con Fausto Leali durante l'evento sold out Casinò Rama.
Il 2015 si apre con un'ulteriore non ammissione al Festival di Sanremo; si tratta della prima canzone composta da Gianni Bella dopo la malattia, con il testo di Stefano Pieroni, già autore di Uomo Bastardo. L'8 marzo, in occasione del compleanno di Gianni, si tiene al teatro Dal Verme di Milano una serata fortissimamente in suo onore intitolata Una serata bella per te... Gianni!; l'evento è trasmesso in prima serata su Rete 4 il 9 giugno e registra picchi di 2 500 000 spettatori. A dicembre esce l'omonimo album live, contenente le esibizioni registrate durante la serata milanese. Una serata... Bella sarà declinato per altri importanti autori della nostra musica italiana. A novembre 2015 viene registrato Una serata bella per te, Mogol!, condotto da Alfonso Signorini e Rosita Celentano, l'orchestra è diretta da Adriano Pennino, le coriste sono Antonella Pepe ed Emanuela Cortesi.
Il 31 marzo 2016 si registra un altro appuntamento della serie, Una serata bella per te, Bigazzi!; questa volta l'evento è volto a celebrare un grande autore della musica italiana, Giancarlo Bigazzi. L'11 giugno va in scena Una serata Bella... Nel blu dipinto di blu! per celebrare Domenico Modugno e Franco Migliacci. A novembre 2016 si registra Una serata Bella... Senza Fine!, questa volta dedicato a 3 grandi cantautori: Sergio Endrigo, Gino Paoli e Luigi Tenco.
Il 26 maggio 2017 esce in versione download il nuovo singolo Non mi basti più scritto e prodotto da Mario Biondi e fortemente caratterizzato da sonorità disco anni '70. Il 29 settembre viene pubblicato il nuovo album Metà amore metà dolore, composto da otto brani inediti più due remix, interamente prodotto da Mario Biondi.
Dall'8 giugno 2018 partecipa come coach e giurata alla prima edizione di Ora o mai più su Rai 1, condotto da Amadeus, dove esegue insieme all'allievo Stefano Sani, che si classificherà al settimo posto, i brani L'ultima poesia, Io domani, Senza un briciolo di testa e Montagne Verdi. Dal 19 gennaio 2019 partecipa alla seconda edizione del programma in veste di coach della cantante Silvia Salemi, che si classificherà al terzo posto, insieme alla quale esegue i brani Nell'aria, Nessuno mai, L'ultima poesia, Io domani, Senza un briciolo di testa e Non si può morire dentro.
Il 15 aprile 2019 festeggia con un concerto-spettacolo al Teatro Brancaccio di Roma cinquant'anni di carriera. All'evento sono presenti il fratello Gianni Bella, Donatella Rettore, Silvia Salemi e Fausto Leali. Il 31 maggio esce un cofanetto dal titolo 50 anni di Bella Musica contenente il doppio cd con la registrazione dell'intero spettacolo più un inedito dal titolo Ti mangerei ed un libro.
Partecipa come ospite al Festival di Sanremo 2021 cantando Senza un briciolo di testa e Montagne Verdi.
Nel 2021 prende parte alla prima edizione di Star in the Star come giurata.
Il 10 novembre 2023 pubblica il singolo Tacchi a Spillo, scritto da Senatore Cirenga e Lorenzo Vizzini, che anticipa l'uscita del nuovo album Etnea il primo dicembre.
Il 24 febbraio 2024 partecipa a Una Voce Per San Marino con la canzone Chi siamo davvero, classificandosi al 6º posto. Il brano esce ufficialmente come secondo singolo il 1º marzo. Nello stesso periodo compare nel terzo episodio della miniserie No Activity - Niente da segnalare, miniserie di Prime Video per la quale viene usata come colonna sonora la sua canzone Nell’aria.
Il 3 maggio esce L'Etna, terzo ed ultimo singolo tratto da Etnea.
Con il brano Pelle diamante partecipa nel 2025 alla settantacinquesima edizione del Festival di Sanremo, arrivando all'ultimo posto.

## Attività politica
In occasione delle elezioni europee del 2004 Marcella si candida nelle liste di Alleanza Nazionale su invito di Ignazio La Russa, ma non viene eletta. Ottiene comunque circa 22.000 preferenze. Negli anni successivi la cantante, insieme al fratello Gianni, dichiarerà più volte di essere stata danneggiata professionalmente da questa scelta politica.

## Procedimenti giudiziari
Nel settembre 2011 si apprende che, nell'ambito di una serie di indagini per una maxifrode fiscale da diverse centinaia di milioni di euro, Marcella Bella è indagata con l'accusa di aver sottratto al fisco oltre 2,5 milioni di euro. Insieme a lei sono indagati il marito Mario Merello, l'avvocato svizzero Fabrizio Pessina, il commercialista Sirio Zanoni e il consulente societario Tonino Cola. Pochi mesi dopo, la posizione della cantante viene stralciata perché il presunto reato è prossimo alla prescrizione.

## Vita privata
È la sorella minore del cantautore Gianni Bella.
Nel 1973 ha una relazione con Red Canzian, appena entrato come bassista nei Pooh: la storia d'amore dura un anno.
Nel 1979 conosce l'imprenditore milanese Mario Merello che sposerà nel 1989 e dal quale avrà tre figli: Giacomo (1980), Carolina (1991) e Tommaso (1992).
Nel 1977 fondò, insieme a Sandro Gasparini, Ivo Callegari, Gianni Bella, la discoteca Marabù, a Reggio Emilia. All'epoca era la discoteca più grande d'Europa.

## Discografia
- 1972 - Tu non hai la più pallida idea dell'amore (CGD 69028)
- 1973 - Mi...ti...amo... (CGD 69045)
- 1974 - Metamorfosi (CGD 69082)
- 1975 - L'anima dei matti (CGD 60178)
- 1976 - Bella (CGD 81413)
- 1977 - Femmina (CGD 20010)
- 1979 - Camminando e cantando (CBS 84040)
- 1981 - Marcella Bella (CBS 85092)
- 1982 - Problemi (CBS 85841)
- 1983 - Nell'aria (CBS 25477)
- 1984 - Nel mio cielo puro (CBS 26036)
- 1986 - Senza un briciolo di testa (CBS 26885)
- 1987 - Tanti auguri (CBS 450499-1)
- 1988 - '88 (Ricordi SMRL 6380)
- 1990 - Verso l'ignoto... (Ricordi SMRL 6412)
- 1990 - Canta Battisti (CBS 466641-1) (ristampato nel 1996 con copertina differente da Columbia/Sony Music)
- 1991 - Sotto il vulcano (Ricordi SMRL 6436)
- 1993 - Tommaso! (Pull Music/Sony Music 473892-1)
- 1995 - Anni dorati (CGD East West/Warner Music 0630-10468-2)
- 1998 - Finalmente insieme (con Gianni Bella) (Pull/Fuego) (ristampato nel 2001 da ITWHY FCD 2159)
- 2002 - Passato e presente (Sony Music EPC 508152-2)
- 2005 - Uomo bastardo (Nuova Gente/Universal Music 3006949)
- 2007 - Forever per sempre (con Gianni Bella) (Nuova Gente/Universal Music RTI 1011-2)
- 2012 - Femmina Bella (Halidon)
- 2017 - Metà amore metà dolore (Beyond S.r.l./Artist First)
- 2019 - 50 anni di Bella Musica (Azzurra Music)
- 2023 - Etnea (BMG)

## Partecipazioni a manifestazioni canore

### Azzurro
- 1988: Il colore rosso dell'amore (squadra "Stelle marine" - 4º posto)

### Canzonissima
- 1972: Montagne verdi, Io vivrò senza te, Sole che nasce sole che muore e Un sorriso e poi perdonami (4º posto)

### Festival di Sanremo
- Festival di Sanremo 1972: Montagne verdi (7º posto)
- Festival di Sanremo 1981: Pensa per te (9º posto)
- Festival di Sanremo 1986: Senza un briciolo di testa (3º posto)
- Festival di Sanremo 1987: Tanti auguri (6º posto)
- Festival di Sanremo 1988: Dopo la tempesta (4º posto)
- Festival di Sanremo 1990: Verso l'ignoto (con Gianni Bella) (5º posto)
- Festival di Sanremo 2005: Uomo bastardo (2º posto nella categoria "Classic")
- Festival di Sanremo 2007: Forever per sempre (con Gianni Bella) (12º posto)
- Festival di Sanremo 2025: Pelle diamante (29º posto)

### Festivalbar
- Festivalbar 1972: Sole che nasce sole che muore (6º posto)
- Festivalbar 1973: Io domani (1º posto)
- Festivalbar 1974: Nessuno mai (3º posto)
- Festivalbar 1975: E quando (non finalista)
- Festivalbar 1976: Resta cu' mme (4º posto)
- Festivalbar 1979: Lady anima (ospite)
- Festivalbar 1980: Baciami (12º posto)
- Festivalbar 1981: Canto straniero (ospite)
- Festivalbar 1982: Problemi (ospite)
- Festivalbar 1983: Nell'aria (ospite)
- Festivalbar 1984: Nel mio cielo puro (ospite)
- Festivalbar 1985: L'ultima poesia (con Gianni Bella) (ospite)
- Festivalbar 1986: La verità (ospite)
- Festivalbar 1988: Il colore rosso dell'amore (ospite)

### Mostra internazionale di musica leggera
- 1969: Bocca dolce
- 1971: Hai ragione tu (2º posto tra i giovani)
- 1973: Mi...ti...amo e Mi fa morire cantando
- 1974: Nessuno mai e L'avvenire (1º posto)
- 1975: E quando e Negro (2º posto)
- 1977: Non m'importa più e Femmina
- 1979: Camminando e cantando

### Premiatissima
- 1982 - Uomo mio, Un anno in più e Il patto (squadra "Forza Sette" - 3º posto)
- 1984 - Emozioni, Il tempo di morire, 10 ragazze, Acqua azzurra acqua chiara, Fiori rosa fiori di pesco e Pensieri e parole (2º posto)

### Saint-Vincent
- 1980: Baciami
- 1981: Canto straniero
- 1982: Problemi
- 1983: Nell'aria
- 1984: Nel mio cielo puro
- 1985: L'ultima poesia (con Gianni Bella)
- 1986: La verità e Strana idea strana follia

### Viva Napoli
- 1994: 'Na sera 'e maggio (finalista)
- 1995: Torna a Surriento (non finalista)
- 1997: Guapparia e Munasterio 'e Santa Chiara (finalista)

### Una voce per San Marino
- 2024: Chi siamo davvero (6º posto)